# Diadelioides lateraliplagiatus
Diadelioides lateraliplagiatus är en skalbaggsart som beskrevs av Stefan von Breuning 1940. Diadelioides lateraliplagiatus ingår i släktet Diadelioides och familjen långhorningar.
Artens utbredningsområde är Gabon. Inga underarter finns listade i Catalogue of Life.